# Famille de Salcède
 (juillet 2025).
Motif : Absence de sources centrées et de personnalités
- Archive Wikiwix
- Bing
- Cairn
- DuckDuckGo
- E. Universalis
- Gallica
- Google
- G. Books
- G. News
- G. Scholar
- Persée
- Qwant
- (zh) Baidu
- (ru) Yandex
- (wd) trouver des œuvres sur Wikidata

| 1. | Préciser le motif de la pose du bandeau. | Précisez le motif de la pose du bandeau en utilisant la syntaxe suivante : {{admissibilité à vérifier\|date=juillet 2025\|motif=remplacez ce texte par le motif}}                       |
| 2. | Informer les utilisateurs concernés.     | Pensez à avertir le créateur de l'article, par exemple, en insérant le code ci-dessous sur sa page de discussion : {{subst:avertissement admissibilité à vérifier\|Famille de Salcède}} |

La famille de Salcède, est d'origine espagnole et dérive d'une branche de Mendoza[réf. à confirmer]. 

## Personnalités
1. Pedro de Saceldo ou Pierre Salcède passé au service de la France en 1543, et est naturalisé en 1545. Il s'inféode à la maison de Lorraine, puis se révolte et est la cause de la guerre cardinale en 1565. Il meurt lors du Massacre de la Saint-Barthélemy. Il épouse de Henriette du Breuil, du Bourbonnais, et avait acquis en 1558 la châtellenie d'Auvillars dans le Pays d'Auge.
2. Nicolas de Salcède, son fils, seigneur d'Auvillars, baron de Monville, vicomte de Blacqueville, gentilhomme de la chambre du Roi. Il est allié, familialement, à Philippe-Emmanuel de Lorraine duc de Mercoeur, par sa femme Marie de Luxembourg. Condamné par le parlement de Rouen pour délit de fausse monnaie, il est sauvé de la mort par ébouillantage par le duc d'Alençon. Il se rallie à la famille de Guise, et, soudoyé pour assassiner François de France, duc d'Anjou, frère de Henri III, il est saisi au moment où il allait perpétrer le meurtre. Traduit en justice, il avoue le rôle joué par la famille de Guise, l'Espagne et le duc de Parme. Après avoir été enfermé au château de Vincennes puis à la Bastille il est mis à la question. Il est ensuite jugé par le parlement de Paris, convaincu du crime de lèse-majesté, et comme tel condamné à être écartelé en place de Grève. Les 4 morceaux de son corps sont ensuite pendus aux principales portes de Paris[2]. Il serait, ainsi que sa sœur, enfant naturel de Nicolas de Mercœur, comte de Vaudémont puis premier duc de Mercœur.

- Clément et Armand de Salcède sont mis sous la surveillance du Comité révolutionnaire de Lassay le 26 fructidor an II, quoique parce que serait plus exact d'une bienfaisance remarquable envers les pauvres.
- La famille de Salcède s'est éteinte au Logis de Durand à Lassay.